# Море познанства
Море познанства (Mare Cognitum) је затамњени део на површини Месеца. Оно представља базалтну раван коју су стари астрономи звали "море" јер су мислили да је у питању вода. Иако на Месецу нема воде, термин мора је наставио да се користи. Ово море се налази до Океана бура (Oceanus Procellarum). Море је добило име 1964. када се Рејнџер 7 спустио на Месец и то баш на површину мора познанства. Рејнџер 7 је прва летелица коју је САД послала у Месечеву орбиту да сними Месечеву површину.
Летелице које су слетеле на море познанства су:
- Рејнџер 7
- Сервејор 3
- Аполо 12
- Аполо 14 (веома близу мора познанства)

## Сервејоров инцидент са камером
Сервејор 3 је са собом на Месец понео уграђену камеру 20. априла 1967. Камера је остала на Месецу све до 19. новембра 1969. када је свега 300 метара даље слетела летелица Апола 12. Чарлс Конрад, командир мисије, тада је са Сервејора покупио камеру и вратио је на Земљу. Научнике је занимало како дуготрајно излагање Месечевим условима утиче на опрему и материјал па је камера подвргнута разним испитивањима. На објективу камере нађене су стрептококе које су две ипо године биле изоловане на Месецу и преживеле.